# Nicea (Schiff)
Die Nicea war das erste deutsche Frachtschiff mit Kohlenstaubfeuerung.

## Geschichte
Das Stückgutschiff Nicea wurde 1922/23 mit der Baunummer 63 von der Brückenbau Flender, Zweigniederlassung Schiffs- und Dockbauwerft, in Lübeck-Siems, im Auftrag der Reederei Deutsche Levante-Linie (DLL) in Hamburg gebaut. Der Stapellauf fand am 19. Dezember 1922 statt. Am 26. April 1923 erfolgte die Ablieferung des Schiffs an die Hamburg-Amerikanische Packetfahrt-Actien-Gesellschaft (HAPAG), die das noch unfertige Schiff erworben hatte. Eingesetzt wurde das Schiff jedoch von der DLL, an der die Hapag die Anteilsmehrheit hielt.
Nach über zehn Jahren Dienstjahren wurde die Nicea durch Ansetzen eines neuen Vorschiffs auf 92,60 m verlängert, wobei ihr Bruttorauminhalt auf 1945 BRT stieg. Gleichzeitig wurde die Maschinenanlage des Schiffs mit einer neuen Kesselanlage und weiteren Umbauten versehen, um eine höhere Geschwindigkeit zu ermöglichen (siehe unten). Am 24. Februar 1937 wurde das Schiff an die Reederei Karl Grammerstorf in Kiel verkauft.

## U-Boot-BegleitschiffDonau
Bereits am 8. März des gleichen Jahres wurde das Schiff an die Kriegsmarine weiterverkauft. Diese ließ es bei den Stettiner Oderwerken zum U-Boot-Begleitschiff umbauen und auf den Namen Donau umbenennen. Nach dem Umbau verdrängte das Schiff 4620 t. Es war mit vier 3,7-cm-Flak und vier 2-cm-Flak bewaffnet und hatte eine Stammbesatzung von 216 Mann. Die Donau wurde am 29. April 1938 unter dem Befehl von Kapitänleutnant Paul Schulze in Dienst gestellt und als Beischiff der 1. U-Flottille („Weddigen“) zugeteilt. Von Juli 1940 bis Juni 1944 war sie Begleitschiff der 21. U-Flottille in Pillau. Ab Juli 1944 war sie bei der 20. U-Flottille, ebenfalls in Pillau, und ab Januar 1945 bei der 26. U-Flottille (bis Februar 1945 in Pillau, danach in Warnemünde) eingesetzt.
Kommandanten waren Kapitänleutnant Paul Schulze (April 1938 – November 1938), Kapitänleutnant Kaack (November 1938 – Mai 1940), Kapitänleutnant Werner Weber (Mai 1940 – Dezember 1940), Kapitänleutnant d. R. Seffner (Dezember 1940 – Januar 1945) und Oberleutnant zur See Ibelshäuser (Januar 1945 – Juni 1945).
Am 14. Juni 1945 lag die Donau in Flensburg, als sie bei der Explosion des Munitionslagers in Kielseng schwer beschädigt wurde und daraufhin kenterte. Sie wurde dann in situ abgebrochen.

## Technik
Die Kohlenstaubfeuerung wurde 1823 erstmals für  J. Collier zum Patent eingetragen. 1831 führte der Bergrat Karl Anton Henschel in Kassel erste praktische Versuche zu dem Verfahren durch und etwa zu Beginn des 19. Jahrhunderts wurde es erstmals in der amerikanischen Zementindustrie verwendet. Nachdem der TÜV später auch in Deutschland Wirtschaftlichkeitsversuche durchführte, wurde die Kohlenstaubfeuerung zunächst weiterentwickelt, für Lokomotiven in Deutschland jedoch bereits 1932 wieder unterbrochen und 1938 eingestellt.
Der Umbau der Nicea auf die Kohlenstaubfeuerung wurde im September 1934 bei der Deutschen Werft AG in Hamburg während der Verlängerung des Vorschiffes durchgeführt. Nachweislich wurden bei der Verlängerung die bisherigen alten „Neptun“-Kessel durch zwei von der Deutschen Werft gefertigten La-Mont-Wasserrohrkessel ersetzt. Die höhere Kesselleistung steigerte, zusammen mit der Anpassung der Dampfmaschine, die Leistung auf 1.700 PSi.
Die Kohlenstaubfeuerungsanlage bestand aus:
- den nach ihrem Erfinder Paul Anger benannten, Anger-Kohlemühlen, welche die Kohle mahlten und über Leitungen zu den Brennern beförderten
- Ringrohrleitungen für die vorgewärmte Trocken- und Erstförderluft, mit denen der Kohlenstaub getrocknet und befördert wurde
- Rückförderleitungen, in denen der nicht verbrauchte Kohlenstaub zur Mühle zurückbefördert wurde
- Zuführungen, um die vorgewärmte Luft zu den Brennern zu leiten

Vorteile der Kohlenstauberzeugung an Bord waren das geringere Risiko einer Kohlenstaubexplosion im Vergleich zur Bebunkerung des Schiffes mit an Land vorgefertigtem Kohlenstaub sowie die einfachere Verfügbarkeit der unbehandelten Kohlen. Als Nachteile konnten außer dem größeren Platzbedarf an Bord der allgemein höhere technische Aufwand gelten.
Obwohl über die Kohlenstaubfeuerungsanlage des HAPAG-Turbinenschiffs Stassfurt die Aussage von 1935 nachweisbar ist, das sie laut Schmedding „voll befriedigt“ hätte, konnte sich das System im Zuge der weltweiten Umstellung von Dampfkesselanlagen auf Ölfeuerungen und später wegen des Siegeszugs des Dieselmotors als Schiffsantrieb nicht durchsetzen. Im stationären Betrieb wird das Verfahren bis heute vor allem im Kraftwerksbereich eingesetzt.